# 1902 год в авиации
Список событий в авиации в 1902 году.

## Персоны

### Родились
- 14 апреля — Смушкевич, Яков Владимирович, советский военачальник, старший военный советник по авиации испанской республиканской армии; командующий авиацией РККА в боевых действиях в районе реки Халхин-Гол, начальник ВВС РККА (1939), помощник начальника Генштаба РККА по авиации (1940); генерал-лейтенант авиации, генерал-инспектор ВВС РККА; дважды Герой Советского Союза.[1]
- 14 сентября — родился Николай Ильич Камов, советский авиаконструктор, создатель вертолётов «Ка», доктор технических наук (1962). Герой Социалистического Труда (1972). Лауреат Государственной премии СССР (1972).[2]
- 11 октября — родился Владимир Михайлович Мясищев, советский авиаконструктор, Генеральный конструктор ОКБ-23.[3]